# Cañada Guamuchilito
Cañada Guamuchilito är en ort i Mexiko.   Den ligger i kommunen Navolato och delstaten Sinaloa, i den västra delen av landet, 1 100 km nordväst om huvudstaden Mexico City. Cañada Guamuchilito ligger 13 meter över havet och antalet invånare är 323.
Terrängen runt Cañada Guamuchilito är mycket platt. Runt Cañada Guamuchilito är det ganska tätbefolkat, med 155 invånare per kvadratkilometer. Närmaste större samhälle är General Ángel Flores, 6,9 km öster om Cañada Guamuchilito. Omgivningarna runt Cañada Guamuchilito är en mosaik av jordbruksmark och naturlig växtlighet.